# Arowakken

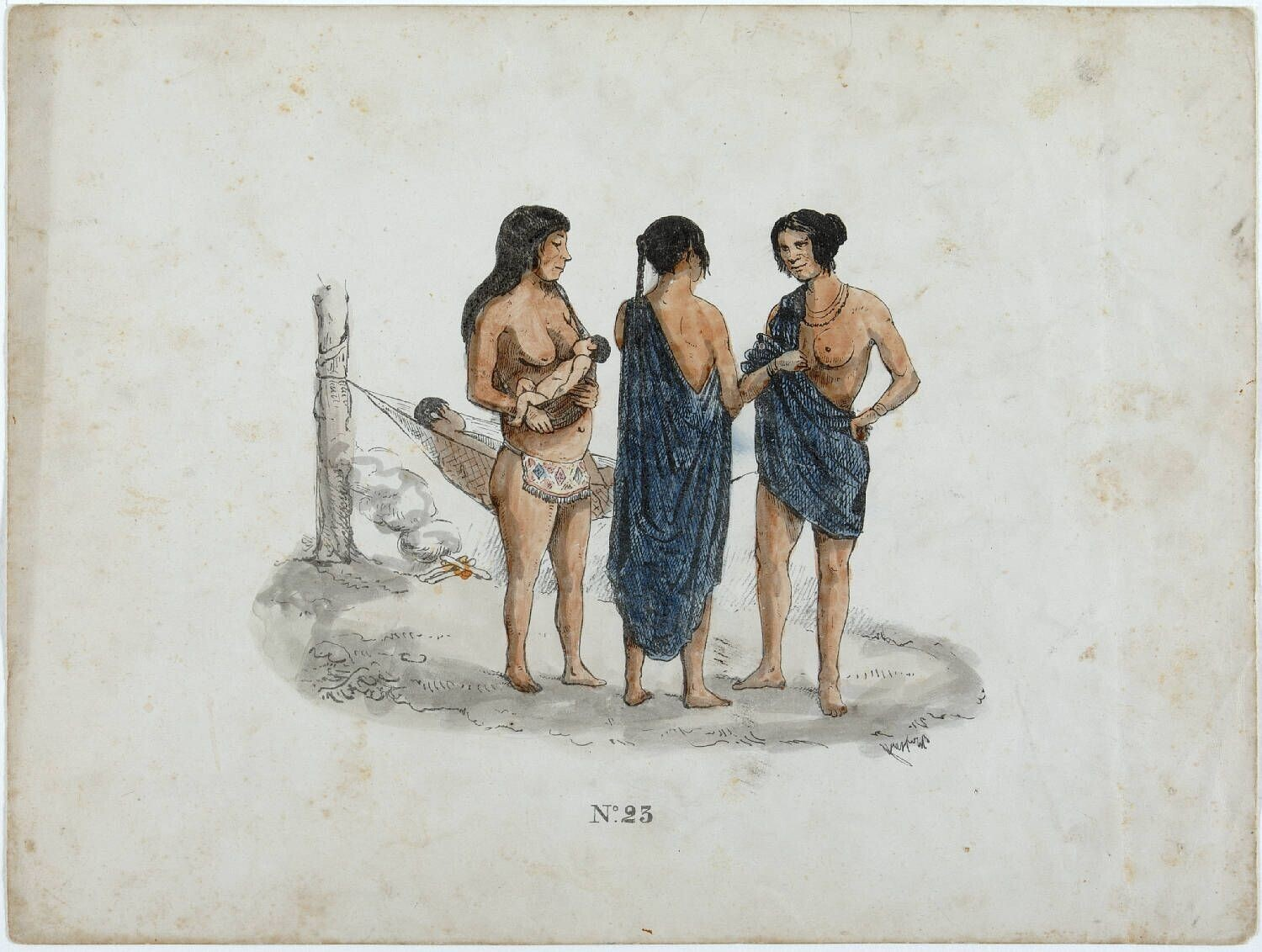
Arawakken op een ingekleurde lithografie, naar Th. Bray

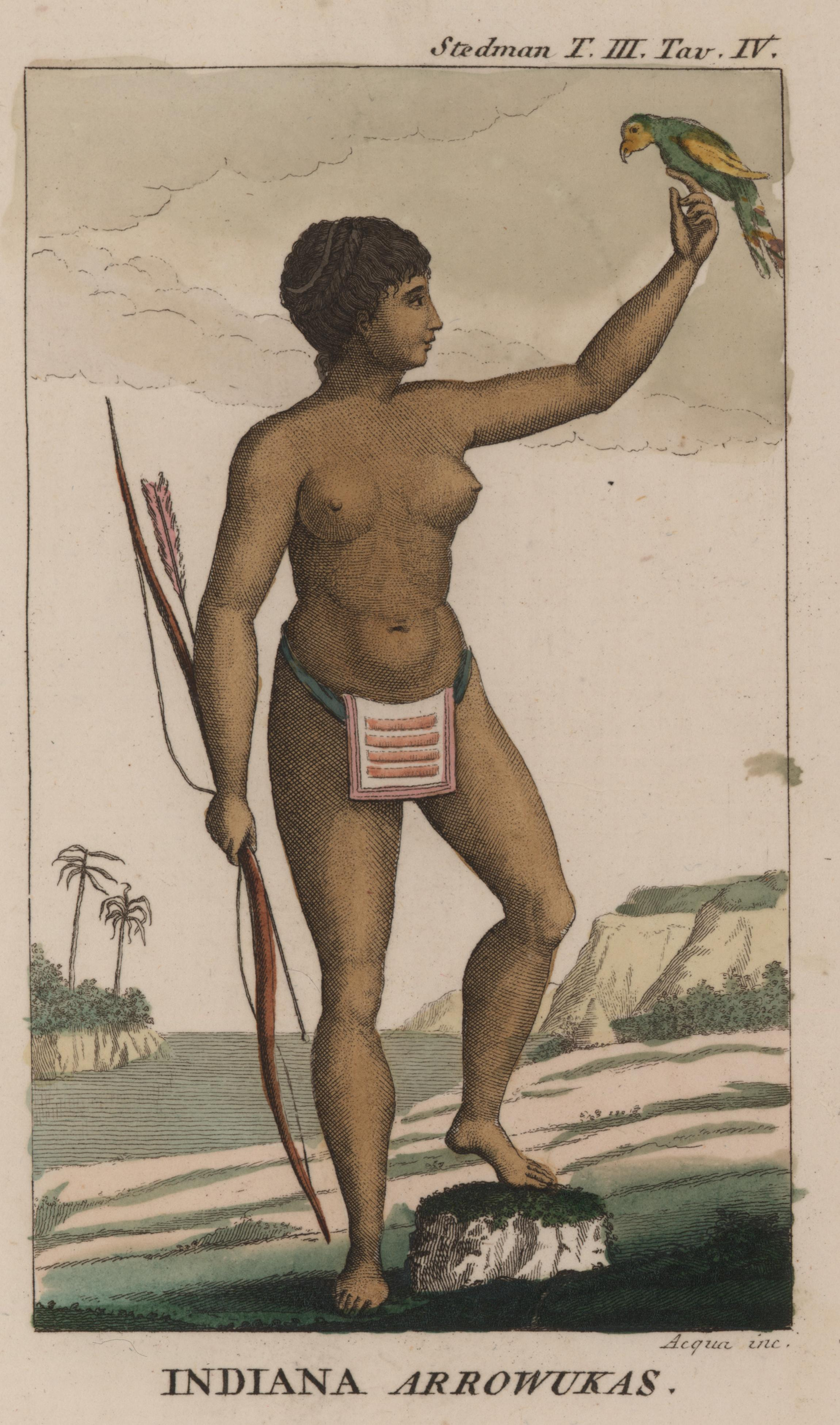
Arowak (John Gabriël Stedman)

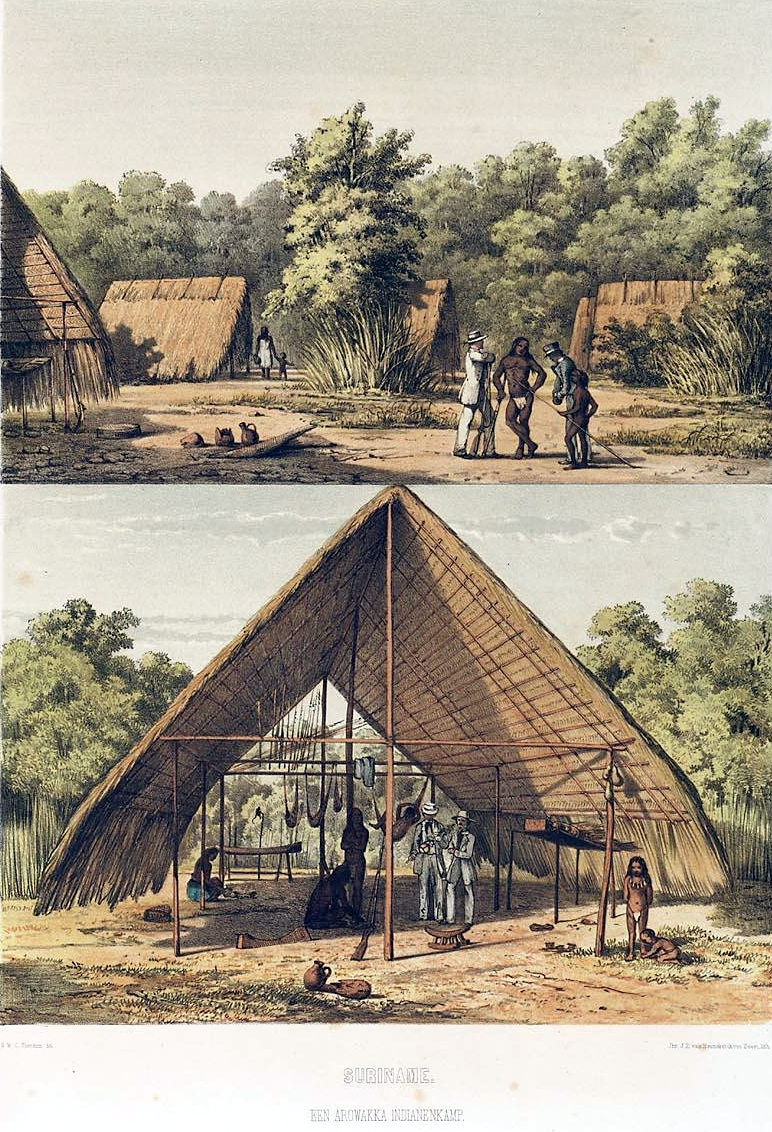
Arowak-nederzetting

De Arowakken of Arawakken, door henzelf Lokono genoemd, zijn een inheems volk dat zich tegen het einde van de 15e eeuw had gevestigd op de Antillen, in het Amazonebekken, in Florida, en aan de voet van de Andes. De talen die zij spraken behoren tot de Arawaktaalfamilie.
De bekendste groep waren de Taíno, die op Hispaniola, Puerto Rico, en het oostelijke uiteinde van het eiland Cuba leefden (of leven, als de Arowakken die zichzelf tegenwoordig de Taíno noemen meegeteld worden). De Arowakken die op de Bahama's leefden werden de Lucayan genoemd, de Arowakken op de ABC-eilanden Caquetio.

## Suriname
Ongeveer vijfduizend jaar geleden trokken Arowakken die langs de Orinoco leefden (Barrancoïde cultuur) vanuit het westen de Guyana's binnen, en verdreven de oorspronkelijke bevolking van de kuststreek naar de savanne. Ze gingen op een soort terpen langs de kust wonen, en leefden van landbouw. Omstreeks 1100 vielen Cariben het gebied binnen. Aan de terpencultuur kwam een einde; de Arowakken leefden vanaf die tijd van kostgrondjes meer in het binnenland. Arowakse vrouwen waren goede pottenbaksters. Ze werden vaak door Cariben ontvoerd. Zo kwam Arowaks aardewerk bij de Cariben terecht.
In Suriname woonden aan het eind van de 18e eeuw zo'n zeventigduizend Arowakken. Tegenwoordig leven er in Suriname nog drieduizend, en in Nederland ongeveer 500. De Arowakken, die ooit samen met de Cariben de oorspronkelijke bevolking van Suriname vormden, zijn thans de kleinste bevolkingsgroep in Suriname. Ze noemen zichzelf Lokono of Lokonon.
In 1986 richtte de uit Cassipora afkomstige Arowak Albert Sabajo de Sociaal Culturele Vereniging Ikyoshie (lichtpuntje) op. In 1989 werd een Arowaks-Nederlands taalboek uitgegeven, in samenwerking met de Universiteit van Amsterdam.

### Spreiding

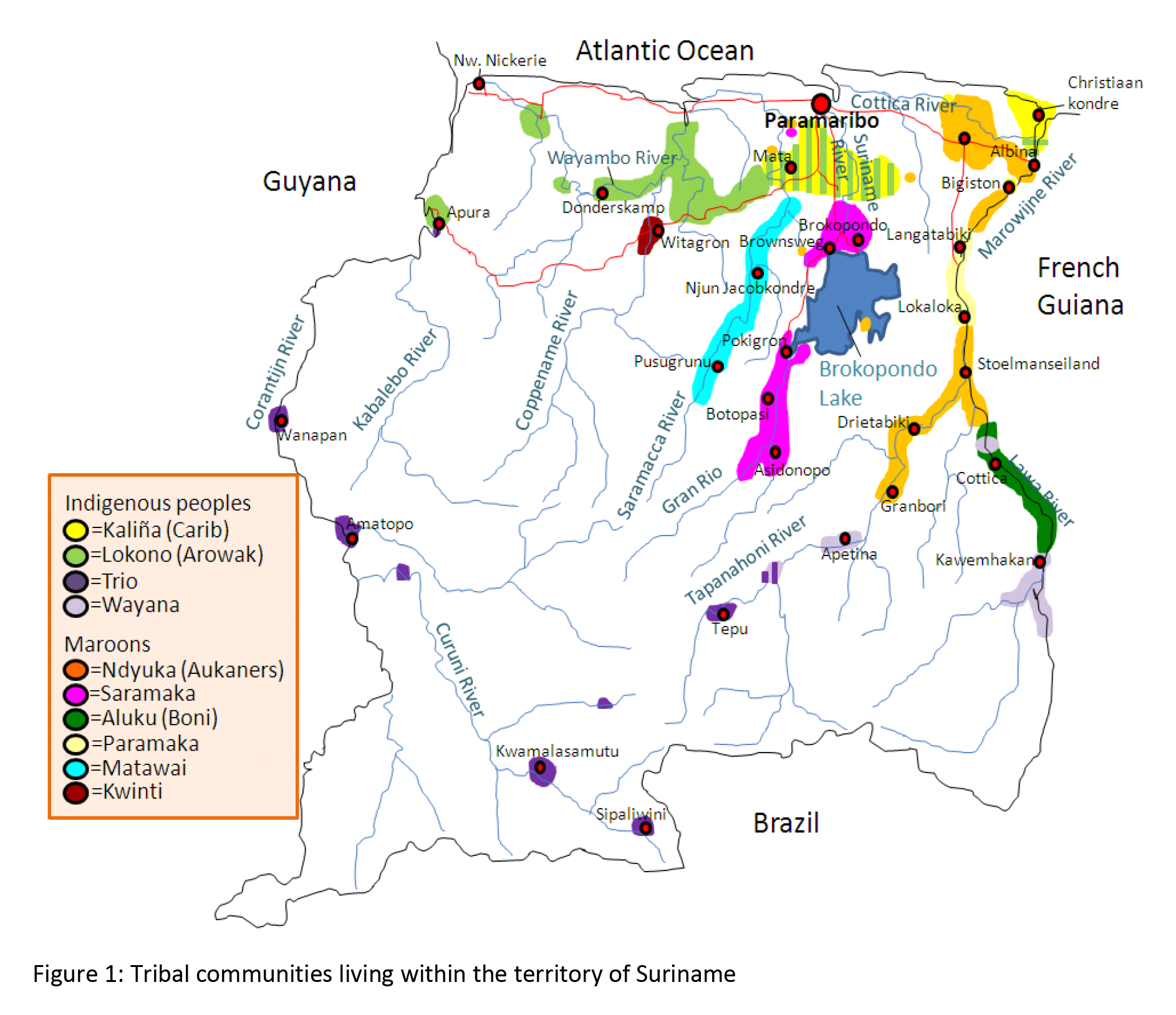
Spreiding van de inheemsen en marrons: Arowakken in het grasgroen

## Frans-Guyana
De Lokono hebben een beperkte aanwezigheid in Frans-Guyana. In 2022 woonden er naar schatting 1.500 Lokono verspreid over de dorpen Balaté, Sainte-Rose-de-Lima, Saut-Sabbat en Cecilia. De Palikur worden wegens hun Arawaktaal ook tot de Arowakken gerekend, maar is een apart volk.

## Landen met Arowakken in hun geschiedenis
- Noord-Amerika
  - Verenigde Staten (Florida)
- Grote Antillen
  - Cuba, de Dominicaanse Republiek, Haïti, Jamaica, en Puerto Rico.
- Kleine Antillen
  - Aruba, Bonaire, Curaçao, Saba, Sint Eustatius, St. Maarten
- Zuid-Amerikaans vasteland
  - Brazilië, Colombia, Frans-Guyana, Guyana, Suriname, Venezuela